# Miromantis yunnanensis
Miromantis yunnanensis är en bönsyrseart som beskrevs av Wang 1993. Miromantis yunnanensis ingår i släktet Miromantis och familjen Iridopterygidae. Inga underarter finns listade i Catalogue of Life.